# È più facile che un cammello...
È più facile che un cammello... és una pel·lícula de comèdia italiana de 1950 dirigida per Luigi Zampa.
La pel·lícula, coproduïda per Itàlia i França, es va presentar en competició a l'11a Mostra Internacional de Cinema de Venècia. Els decorats foren obra del director artístic Gastone Medin i fou rodada al Centro Sperimentale di Cinematografia vora Cinecittà a Roma.

## Argument
Mort en un accident de cotxe, el ric industrial del calçat Carlo Bacchi es troba al més enllà, on és condemnat a l'infern per haver comès el mal quan era viu.
Defensant-se de l'acusació amb una arenga apassionada, però, aconsegueix tornar a la terra durant unes hores, per tal de reparar la maldat comesa i sobretot la mala acció que va provocar l'intent de suïcidi d'Amedeo Santini.
La història el portarà a prendre una decisió arriscada però feliç.

## Repartiment
- Jean Gabin: Carlo Bacchi
- Mariella Lotti: Margot Bacchi
- Elli Parvo: Livia Guidi
- Antonietta Pietrosi: Anna Bacchi
- Paola Borboni: Luisa Bacchi
- Maurizio De Bosdari: Vittorio
- Bella Starace Sainati: zia Luisa
- Julien Carette: Amedeo Santini
- Antonella Lualdi: Maria, neboda de Santini
- Maso Lotti: Nanni, el xicot de la Maria
- Carletto Sposito: Duc Luca Sorino
- Elena Altieri: comtessa
- Dante Maggio: sabater
- Nerio Bernardi: baríton de Gelosi
- Marga Cella: dona del baríton Gelosi
- Pietro Verna: mossèn
- Aldo Bettoni: Biamonti
- Ciro Berardi: Bruno, guardià de la companyia
- Peppino Spadaro: acomodador de la companyia
- Aristide Baghetti: notari de Minozzi
- Aristide Catoni: conductor
- Aldo Vasco: el comte
- Paolo Ferrara: Paolo, sindicalista
- Bruno Corelli: Antonelli, empleat de l'empresa
- Dino Raffaelli: Giuseppe, criat
- Reynolds Packard: Sr Maroli
- Mimo Billi: Ferrari, empleat de l'empresa Bacchi

## Producció
Cesare Zavattini, autor de la història, no va treballar en el guió per un altre compromís. Quan els guionistes Vitaliano Brancati i Suso Cecchi D'Amico, convençuts que la pel·lícula havia estat mediocre, van intentar convèncer Civallero, de la productora Società Italiana Cines, que no la presentés al Festival de Venècia, Zavattini va expressar en canvi una opinió positiva. Però aleshores, a Venècia, davant les reaccions negatives, Zavattini va escriure a tots els crítics presents per aclarir que no tenia res a veure amb la pel·lícula. Aquesta irregularitat va ofendre molt Brancati i va posar fi a la col·laboració professional entre Zavattini i Cecchi D'Amico.